# Михневич, Арнольд Ефимович
Арнольд Ефимович Михневич (9 сентября 1936 г., Минск, Белорусская ССР — 23 мая 2020 г., Кёльн, Германия) — советский и белорусский языковед, доктор филологических наук, профессор.
Автор фундаментальных трудов, посвящённых развитию ряда направлений современной науки о языке — герменевтики, функциональной грамматики, лексикологии, лексикографии, социолингвистики, риторики, методики преподавания и практического обучения языку.
А. Е. Михневич — автор работ, среди которых фундаментальные «Сінтаксічна непадзельныя словазлучэннi ў беларускай мове: Трансфармацыйны аналіз», «Праблемы семантыка-сінтаксічнага даследавання беларускай мовы», разделы академической «Беларускай граматыкi» и др. Благодаря таланту А. Е. Михневича был осуществлён крупный научный проект — издание энциклопедии «Беларуская мова». В качестве главного редактора А. Е. Михневич руководил работой большого авторского коллектива, который создал первый в истории национальной культуры систематизированный свод знаний о белорусском языке в контексте его исторического развития и современного функционирования.
Творческий псевдоним ‒ Януш Няміга.

## Биография
- Родился 9 сентября 1936 г. в Минске.
- 1958 — Окончил очный курс обучения на филологическом факультете Гомельского государственного педагогического института имени В. Чкалова.
- 1961 — Стал аспирантом академического Института языкознания имени Якуба Коласа Академии наук Белорусской ССР.
- 1963 — Защитил диссертацию на тему «Сінтаксічна непадзельныя словазлучэнні як члены сказа ў сучаснай беларускай літаратурнай мове (Да методыкі сінтаксічнага даследавання)».
- 1966 — Член Международной комиссии по изучению грамматического строя славянских языков. Первые представления Михневичем лингвистической науки Беларуси за рубежом.
- 1976 — Защитил одноименную с монографией докторскую диссертацию на тему «Праблемы семантыка-сінтаксічнага даследавання беларускай мовы».
- 1977 — Заведующий сектором русского языка Института языкознания имени Якуба Коласа Академии наук Белорусской ССР.
- 1983 — Профессор и заведующий кафедрой языка, литературы и культуры Минского института политологии и социального руководства.
- 1991 — Проректор по научной работе Минского государственного лингвистического университета.
- 1992 — Одновременно с должностью ректора возглавляет кафедру теоретического языкознания Минского государственного лингвистического университета.
- 1995 — Переход на работу в Белорусский государственный институт проблем культуры на должность первого проректора.  Избрание вице-президентом Белорусско-немецкой ассоциации культурно-просветительных инициатив.
- 1998 — Академик Международной академии наук Евразии и руководитель Польско-белорусского школы «Несвижская академия».
- 1998—2001 — Ректор Белорусского государственного института проблем культуры и член Коллегии Министерства культуры Республики Беларусь (1998—2002)
- 2001 — Возглавил кафедру современного белорусского языка в Белорусском государственном университете.
- 2002—2008 — Будучи профессором кафедры современного белорусского языка Белорусского государственного университета, работал ведущим научным сотрудником научно-исследовательского отдела Института управления и предпринимательства.
- Скончался 23 мая 2020 г. в Кёльне, Германия на 83-ом году жизни.

## Значение научно-творческой и общественной деятельности
Михневичем А. Е. опубликовано более 600 работ, в том числе 35 книг; подготовлены 3 доктора наук и 15 кандидатов наук; основаны научные серии книг; под его руководством написаны уникальные энциклопедии и учебные пособия. Арнольд Ефимович являлся членом Международной комиссии по изучению грамматического строя славянских языков, лектором республиканского общества «Знание», вице-президентом Белорусско-немецкой ассоциации культурно-просветительных инициатив, руководителем Польско-белорусского школы «Несвижская академия».

## Звания, награды
Профессор. Знак «Отличник народного образования» Министерства просвещения БССР (1980).
Почётная грамота Верховного Совета БССР (1982).
Медаль ВДНХ СССР (1986).
Лауреат государственной премии Республики Беларусь в области науки и техники за создание в соавторстве энциклопедии «Беларуская мова» (1998).

## Основные публикации[3]
Mihnevich A.E. Problemy
jazykovej kultury v Bielorusku // Spisovny jazyk a jazykova kultura. — Браціслава, 1978. — С. 107—109
Mihnevich А. Е. Konfrontacia slovenčiny s bielorustinou // Studia
Academica Slovava, 8. Prednasky XV. Letneho seminara slovenskeho jazyka a
kultury. — Браціслава, 1979. — С. 215—226
Аб магчымасці праграмавання культурна-моўнага развіцця // Jezyk a tozsamosc na pograniczu kultur. Prace katedry
kultury bialoruskiej Uniwersytetu w Bialymstoku. — Вып. 1. — Беласток, 2000. — С. 159—161
Артыкулы:
«Дыялог і маналог», «Красамоўства», «Крылатыя словы» з энцыклапедыі «Беларуская
мова» (Мн., 1994)
Жывая
спадчына / Склад. А. Я. Міхневіч, Т. В. Кузьмянкова, Л. П. Кунцэвіч. — Мн., 1992.
— 224 с.
материалы
к библиографии «Белорусско-русские языковые отношения: контакты, двуязычие,
методика обучения» (совместно с И. Германовичем и П. Шубой), на протяжении
десятилетия публиковались в межведомственном сборнике «Русский язык» (Вып.
1-10. — Мн., 1981—1990)
- Михневич А. Е. «Белорусский язык для всех», уроки № 21-25 // «Вечерний Минск», — Мн., 1990—1991
- Михневич А. Е. «Белорусский язык для говорящих по-русски» (сумесна з А. А. Крывіцкім і А.І. Падлужным, Мн., 1990)
- Михневич А. Е. «Белорусский язык» // «Языки мира: Славянские языки». — Інстытут мовазнаўства Расійскай акадэміі навук, 2005
- Михневич А. Е. «Белорусско-русский паралексический словарь-справочник» под ред. А. Е. Михневича (Мн., 1985)
- Михневич А. Е. «Введение в методику лекционной пропаганды» (Мн., 1982)
- Михневич А. Е. «Вглубь слова человеческого: Наука о языке и её разделы» серыі «Скарбы мовы» (Мн., 1982)
- Михневич А. Е. «Говорите правильно. Краткий словарь-справочник» (Мн., 2002)
- Михневич А. Е. «Друкарка» против принтера (Інтэрв’ю, дадзенае карэспандэнту Вользе Тамашэўскай) // Поиск. — 1993. — 1 кастрычніка. — С. 16
- Михневич А. Е. «Значение — смысл»: диссипативный процесс // Русский язык: система и функционирование. Материалы Междунар. науч. конф. — Ч. 1. — Мн., 2004. — С. 39-42
- Михневич А. Е. «Краткий орфоэпический словарь» (Мн., 1984)
- Михневич А. Е. «Краткий словарь терминов красноречия», который вошёл в «Хрестоматию по лекторскому мастерству» (Мн., 1978. — С. 144—171)
- Михневич А. Е. «Культура русской речи в вопросах и ответах» (коллективная монография, Мн., 1996)
- Михневич А. Е. «Лекторское мастерство» (Мн., 1975; сумесна з Р. Н. Тартакоўскім і Г.І. Харошкам)
- Михневич А. Е. «Методика лекционной пропаганды» (Мн., 1986)
- Михневич А. Е. «Общество — язык — политика» (в соавторстве с А. Лукошанцем и В. Щербиным, Мн., 1988)
- Михневич А. Е. «Ораторские арабески» (Мн., 2003)
- Михневич А. Е. «Ораторское искусство лектора: Хрестоматия» (М., 1986)
- Михневич А. Е. «Ораторское искусство лектора» (М., 1984)
- Михневич А. Е. «Праздное слово», или глоссолалическая функция языка // Стратегии коммуникативного поведения. Материалы докл. Междунар. науч. конф. — Ч. 1. — Мн., 2001. — С. 124—126
- Михневич А. Е. «Рассказы о русском языке» (совместно с Г. Параскевич, Мн., 1985)
- Михневич А. Е. «Русский язык в Белоруссии» (коллективная монография, Мн., 1985)
- Михневич А. Е. «Русско-белорусский разговорник» (Мн., 1991)
- Михневич А. Е. «Словарь славянской лингвистической терминологии» (Т. 1-2. — Прага, 1977—1979)
- Михневич А. Е. «Слово, сказанное умело», или композиция лекции как коммуникативная тактика // Коммуникативные стратегии. Материалы докл. Междунар. науч. конф. - Ч. 1. — Мн., 2003. — С. 19-23
- Михневич А. Е. «Сопоставительное описание русского и белорусского языков: Морфология» (Мн., 1990)
- Михневич А. Е. «Хрестоматия по лекторскому мастерству» (Мн., 1978)
- Михневич А. Е. «Язык, которого нет…» серыі «Скарбы мовы» (Мн., 1988)
- Михневич А. Е. Homo sapiens — язык — homo feralis //Современные методы преподавания иностранных языков в национальных вузах. Тезисы докладов Междунар. науч.-практ. конф. — Ч. 2. — Мн., 2000. — С. 83-88
- Михневич А. Е. Агнонимы — феномен языка, знания или культуры? // Язык и социум. Материалы VI Междунар. науч. конф. — Ч. 1. — Мн., 2004. — С. 61-65
- Михневич А. Е. Афоризмы. Изречения // Языковая природа афоризма. Очерки и извлечения. - Могилёв, 2001. — С. 212—216
- Михневич А. Е. Белорусский язык // Языки мира. Славянские языки. — М., 2005. — С. 548—594 (сумесна з іншымі аўтарамі)
- Михневич А. Е. Залоговое значение взаимности и проблема «скрытой» грамматики (на материале белорусского языка) // Проблемы теории грамматического залога. — Л., 1978. — С. 186—193 (сумесна з Л. А. Антанюк)
- Михневич А. Е. Заметки по семиотике афоризмов Станислава Ежи Леца // Польский язык среди других славянских языков — 2004. Конф., посвящ. памяти проф. А. Е. Супруна. - Мн., 2004. — С. 142—146
- Михневич А. Е. Идиоматика // Белорусский и другие славянские языки: семантика и прагматика. Материалы Междунар. науч. конф. «Вторые Супруновские чтения». — Мн., 2002. — С. 89-95
- Михневич А. Е. Именные количественные словосочетания в белорусском языке на фоне болгарского //5 Бюлетин за съпоставительно изследване на българския език с други езици. — Сафія, 1976. — С. 34-41
- Михневич А. Е. История, современное состояние и задачи терминологической работы в БССР //Проблемы разработки и упорядочения терминологии в академиях наук союзных республик. — М., 1983. — С. 200—208 (сумесна з Л. А. Антанюк)
- Михневич А. Е. К характеристике билингвизма как взаимодействия внешней и внутренней формы языков // Контакты русского языка с языками народов Прибалтики. — Рыга, 1984. - С. 157—164 (совместно с П. И. Копаневым)
- Михневич А. Е. К характеристике грамматического взаимодействия близкородственных славянских языков // Zeitschrift fur Slawistik. — 1985. — № 1. — С. 100—107
- Михневич А. Е. К характеристике номинативных предложений // Zeitschrift fϋr Slawistik. - 1969. — № 5. — С. 712—720
- Михневич А. Е. Конструкции с предикатными актантами типа «глагол + инфинитив» в белорусском языке // Типология конструкций с предикатными актантами. — Л., 1985. — С. 97-100
- Михневич А. Е. Культура народа неистребима, как и его душа // 7 дней. — 200І. — 24 марта. — С. 3
- Михневич А. Е. Культура неистребима, это душа народа // Неман. — 2001. — № 4. — С. 185—194
- Михневич А. Е. Культурология: поиск модели преподавания // Культурология в вузе. — Вып. 1. Культурология в вузе: из опыта становления. — Мн., 1995. — С. 36-39 (сумесна з І.Я. Левяшом, Т. Г. Гуцавай)
- Михневич А. Е. Мастерство живого слова. — М., 1988. — 64 с. (сумесна з іншымі аўтарамі)
- Михневич А. Е. Национальная семиологическая программа и статус русского языка // Русский язык и литература в современном диалоге культур. VIII Междунар. конгресс МАПРЯЛ. — Рэгенсбург, 1994. — С. 147—148
- Михневич А. Е. Национальное и общечеловеческое в народной культуре // Междунар. конф. Междунар. организации фольклора (JOV). — Афины, 1997. — 8 с.
- Михневич А. Е. Некоторые вопросы изучения синтаксических (подчинительных) связей в работах советских и чехословацких лингвистов // Вопросы языкознания. — 1968. - № 5. — С. 106—112
- Михневич А. Е. Несколько слов о тосте // Тосты от «Парадокса». — Мн., 1997. — С. 5-8; Изд. 2-е. — Мн., 1998. — С. 5-8; Изд. 3-е. — Мн., 1999. С. 4-8
- Михневич А. Е. О взаимодействии семантики и синтаксиса (Понятийная категория и её языковое выражение) // Научные доклады высшей школы. Филологические науки. — 1969. — № 6. — С. 101—108
- Михневич А. Е. О некоторых лингводидактических особенностях школьных олимпиад по русскому языку // Олимпиады по русскому языку. — Мн., 1984. — С. 3-11 (сумесна з Л. К. Пятроўскай)
- Михневич А. Е. О принципах создания школьного словаря по культуре русской речи в условиях близкородственного двуязычия // Принципы и методы социолингвистических исследований. — М., 1989. — С. 123—129
- Михневич А. Е. О типах аналитических структур в белорусском языке // Вопросы словообразования и номинативной деривации в славянских языках. Материалы III респуб. конф. — Гродна, 1990. — С. 20-25
- Михневич А. Е. О трёх ортологических аспектах функционирования русского языка в Белоруссии // Культура русской речи в условиях национально-русского двуязычия. — М., 1985. — С. 43-55 (совместно с другими авторами)
- Михневич А. Е. Об использовании материалов паралексического словаря в средней школе // Белорусско-русский паралексический словарь-справочник. — Мн., 1985. — С. 362—365
- Михневич А. Е. Об использовании мультимедийных технологий для подготовки CD-публикаций по гуманитарным наукам // Атэстацыя. — 2002. — № 7. — С. 94-98 (сумесна з А. Я. Шыфрыным)
- Михневич А. Е. Об одном аспекте оптимизации грамматического описания языка // Оптимизация грамматики в свете ленинской теории отражения. — Кішынёў, 1982. — С. 63-65
- Михневич А. Е. Об уровне развития общества судят по богатству общения // Беларуская думка. — 2001. — № 10. — С. 129—133
- Михневич А. Е. Пакет программ для обучения белорусскому языку // Компьютерные программы в обучении белорусскому и иностранным языкам. — Мн., 1995. — С. 47-48
- Михневич А. Е. Педагогическая грамматика родного языка // Вучэбныя граматыкі нацыянальных моў. — Мн., 1994. — С. 9-11
- Михневич А. Е. Педагогическая семиотика и русский язык // Проблема изучения ипреподавания русского языка в вузах и школах республики. — Мн., 1992. — С. 41-42
- Михневич А. Е. Подготовка к печати второго тома «Этымалагічнага слоўніка беларускай мовы» (Мн., 1980), «Адваротнага слоўніка беларускай мовы» (у друку) и многотомного «Слоўніка мовы Якуба Коласа»
- Михневич А. Е. Пути совершенствования культуры русской речи в условиях белорусско-русского двуязычия // Культура русской речи в национальных республиках. — К., 1984. — С. 20-25
- Михневич А. Е. Семантико-синтаксическая структура славянского предложения и проблема аналитических конструкций // Грамматическое описание славянских языков. Концепции и методы. — М., 1974. — С. 176—181
- Михневич А. Е. Семиологические потребности человека и проблема «языка межнационального общения» // Русский язык в условиях двуязычия и многоязычия: проблемы функционирования и исследования. — Мн., 1990. — С. 42-43
- Михневич А. Е. Синтаксическая конденсация и типы полипредикативных структур //Zeitschrift fϋr Slawistik. — 1975. — № 5-6. — С. 788—795
- Михневич А. Е. Суверенность нации: семиологический аспект // Восточная Европа: политический и социокультурный выбор. — Мн., 1994. — С. 41-
- Михневич А. Е. Термины в сфере популяризации знаний // Научно-техническая революция ипроблемы культуры языка науки и терминологии. — Вільнюс, 1983. — С. 62-65
- Михневич А. Е. Тестирование на вступительном экзамене по русскому языку // Народная асвета. — 1994. — № 4. — С. 75-76
- Михневич А. Е. Язык как мера суверенитета государства, народа, личности // Язык и социум. I Междунар. науч. конф. — Мн., 1997. — С. 35-38
- Михневич А. Е. Языковое образование: подход к XXI веку (методологические аспекты) //Образование XXI века. Проблемы повышения квалификации работников образования (Тезисы докладов междунар. конф.). — Т. 1. — Мн., 1993. — С. 25-27
- Михневич А. Е. Языковые потребности человека и общества (к постановке проблемы) // Русский язык. — Вып. 5. — Мн., 1985. — С. 3-34
- Міхневіч А. Е. «Граматыка беларускай мовы» (Т. 1-2. — Мн., 1962—1966)
- Міхневіч А. Я. «… Што трэба нам для справы людскасці і краю» (Афарыстыка Якуба Коласа) // Слова - літаратура — культура. Матэрыялы III Міжнар. навук. канф. Да 120-годдзя з дня нараджэння Я. Купалы і Я. Коласа. — Мн., 2002. — С. 20-25
- Міхневіч А. Я. «Алтар Стала: Маленькая, не зусім сур’ёзная энцыклапедыя звестак пра застолле, звычаі, тосты, віно» (Мн., 2003)
- Міхневіч А. Я. «Англа-беларускі размоўнік» (Мн., 1992; сумесна з Н. М. Навічэнка)
- Міхневіч А. Я. «Беларуская мова: Камп’ютэрныя сцэнарыі для навучання рускамоўных» (сумесна з А. В. Зубавым, Мн., 1999. — 148 с.)
- Міхневіч А. Я. «Беларуская мова» энцыклапедыя (пад рэд. А. Я. Міхневіча, Мн., 1994)
- Міхневіч А. Я. «Камп’ютэрная скарбніца» нацыянальнай культуры // Беларусь. — 2003. — № 6. — С. 19
- Міхневіч А. Я. «Мова і ідэалогія» (в ежегоднике «Беларуская лінгвістыка». — Вып. 24. - Мн., 1983. — С. 3-9; Вып. 25. — Мн., 1984. — С. 3-9
- Міхневіч А. Я. «О языковом и лингвистическом статусе „нациолекта“» (в сборнике «Вариантность как свойство языковой системы». — Ч. 1. — М., 1982. — С. 77-79
- Міхневіч А. Я. «Праблемы семантыка-сінтаксічнага даследавання беларускай мовы» (Мн., 1976)
- Міхневіч А. Я. «Прэдыкатыўнае азначэнне» ў беларускай і іншых славянскіх мовах // Тыпалогія і ўзаемадзеянне славянскіх моў і літаратур. — Мн., 1973. — С. 156—157
- Міхневіч А. Я. «Сатырычная рэфлексія і пошук метарыторыкі» з кнігі «Герменеўтыка. Стылістыка. Рыторыка: Матэрыялы першай навуковай канферэнцыі» (Мн., 1995)
- Міхневіч А. Я. «Сінтаксічна непадзельныя словазлучэнні ў беларускай мове (Трансфармацыйны аналіз)» (1965)
- Міхневіч А. Я. «Скарбы мовы» //Беларуская мова: Энцыклапедыя. — Мн., 1994. — С. 494—495)
- Міхневіч А. Я. «Слоўка за слоўкам: алфавітны даведнік па культуры беларускай мовы для ўсіх» (Мн., 2006; сумесна з Л. П. Кунцэвіч,
- Міхневіч А. Я. «Якуб Колас радзіць, разважае, смяецца… Выбраныя выслоўі народнага паэта» (Мн., 2002)
- Міхневіч А. Я. Аб некаторых сінтаксічных цяжкасцях беларускай мовы // Беларуская мова: Пытанні культуры мовы. — Мн., 1987. — С. 126—142
- Міхневіч А. Я. Англа-беларускі размоўнік. — Мн., 1992 (сумесна з Н. М. Навіченка)
- Міхневіч А. Я. Арталагічны даведнік: асноўныя тыпы артыкулаў // Працы кафедры сучаснай беларускай мовы. — Вып. 3. — Мн., 2004. — С. 15-22
- Міхневіч А. Я. Артыкулы да «Беларускай Савецкай Энцыклапедыі» ў 12 т (Мн., 1969—1975)
- Міхневіч А. Я. Аспекты аналітызму ў славянскіх мовах // Словообразование и номинативная деривация в славянских языках. — Ч. 1. — Гродна, 1982. — С. 203—204
- Міхневіч А. Я. Афарыстыка Якуба Коласа (Да пастаноўкі праблемы) // Беларуская лінгвістыка. — Вып. 22. — Мн., 1983. — С. 59-65
- Міхневіч А. Я. Беларуская культура сёння: Гадавы агляд (2001). — Мн., 2002. — 69 с. (сумесна з іншымі аўтарамі)
- Міхневіч А. Я. Беларуская лінгвістычная тэрміналогія на іншаславянскім фоне //Славянская лингвистическая терминология. — Кіеў, 1984. — С. 61-68 (сумесна з М. Р. Суднікам)
- Міхневіч А. Я. Вазьмі маё слова…: Нататкі аб лексічным узаемаўплыве беларускай і рускай моў у кантэксце ўзаемадзеяння культур. — Мн., 1990 (сумесна з А. А. Гіруцкім)
- Міхневіч А. Я. Вольны час: актуальныя аспекты праблемы // Культурная сфера вольнага часу: стан, праблемы, пошукі. — Мн., 1997. — С. 5-7
- Міхневіч А. Я. Выслоўі і афарызмы Якуба Коласа // Полымя. — 2001. — № 11. — С. 230—261 (сумесна з Ю. В. Назаранка)
- Міхневіч А. Я. Гісторыя сусветнай культуры. Тэорыя культуры. Асоба, грамадства, культура. Праграмы для слухачоў факультэта павышэння кваліфікацыі кіруючых работнікаў і спецыялістаў культуры. — Мн., 2002. — 16 с.
- Міхневіч А. Я. Граматычныя ідэі А. А. Патабні і праблематыка «скрытай» граматыкі // Наукова спадщина О. О. Потебні і сучасна філологія. — Кіеў, 1985. — С. 89-97
- Міхневіч А. Я. Да характарыстыкі беларускай літаратурнай мовы ў яе сучасным стане // Slavia. — 1984. — Т. 53. — № 3-4. — С. 313—321
- Міхневіч А. Я. Дзяржаўная навукова-тэхнічная праграма «Культура»: прынцыпы стварэння, змест, шляхі ажыццяўлення // Парламенцкія слуханні «Дзяржаўная нацыянальная праграма „Культура“ і ўдасканаленне заканадаўчай базы галіны ў Рэспубліцы Беларусь 11 чэрвеня 1998 года». — Мн., 1998. — С. 18-25
- Міхневіч А. Я. Дзяржаўная праграма «Функцыяніраванне і развіццё культуры Рэспублікі Беларусь да 2005 года». — Мн., 2002. — 71 с. (сумесна з іншымі аўтарамі)
- Міхневіч А. Я. Дэкалог і пошук жыццёвых ісцін // Тэзісы навуковай канф., прысвечанай 1000-годдзю Полацкай епархіі і праваслаўнай царквы на Беларусі. — Мн., 1992. - С. 4-5
- Міхневіч А. Я. З назіранняў над сучасным тэатральным вымаўленнем // Беларуская і руская мовы ў Беларусі: Праблемы функцыянавання і ўзаемадзеяння. — Мн., 1997. — С. 50-51
- Міхневіч А. Я. З праблематыкі семантыка-сінтаксічных катэгорый (Старонкі гісторыі пытання) //Весці АН БССР. Серыя грамадскіх навук. — 1974. — № 5. — С. 85-94
- Міхневіч А. Я. Камп’ютэр у навучанні беларускай мове тых, хто гаворыць па-руску // Компьютерные программы в обучении белорусскому и иностранным языкам. — Мн.,1994. — С. 3-4 (сумесна з Н. В. Зігмантовіч і А. В. Зубавым)
- Міхневіч А. Я. Культура Беларусі: стан і перспектывы развіцця. Да рэспубліканскай нарады работнікаў культуры // Рэспубліка. — 2001. — 30 студзеня; Звязда. — 2001. — 30 студзеня
- Міхневіч А. Я. Культура мовы //Беларуская энцыклапедыя ў 18 т. — Т. 9. — Мн., 1999. — С. 12
- Міхневіч А. Я. Культура: статусныя, мэтавыя і праблемныя характарыстыкі // Веснік БелІПК. Матэрыялы навук. канф. «Чалавек. Культура. Эканоміка». — Мн., 1997. — С. 82-86
- Міхневіч А. Я. Культуралагічны слоўнік: пытанне словаспіса // Тэрміналагічны бюлетэнь. - Вып. 1. — Мн., 1997. — С. 29-41
- Міхневіч А. Я. Лепшыя старонкі культуры Беларусі // Інфармацыйна-аналітычныя матэрыялы. -Мн., 1997. — С. 55-57
- Міхневіч А. Я. Лінгвістычныя традыцыі на Беларусі. Накід праграмы гісторыі беларускай лінгвістыкі па працах Л. М. Шакуна //Пісьменнік-мова-стыль. Матэрыялы II Міжнар. канф., прысвечанай 75-годдзю з дня нараджэння праф. Л. М. Шакуна. — Мн., 2002. - С. 402—407
- Міхневіч А. Я. Ліцыній Намыслоўскі // Мысліцелі і асветнікі Беларусі X—XIX стст.: Энцыклапедычны даведнік. — Мн., 1995. — С. 97-99
- Міхневіч А. Я. Міхаіл Раманавіч Суднік (Да 80-годдзя з дня нараджэння) // Беларуская лінгвістыка. — Вып. 38. — Мн., 1990. — С. 77-78
- Міхневіч А. Я. Мова. Моўца. Маўленне: Культурна-моўныя нататкі // Настаўніцкая газета. - 2005. — 22 сакавіка, 12 мая, 4 чэрвеня
- Міхневіч А. Я. Мовы. Людзі. Культуры // Шануючы спадчыну Я. Карскага. Чацвёртыя навуковыя чытанні. — Ч. 1. — Гродна, 1994. — С. 17-22
- Міхневіч А. Я. Моўная адукацыя // Беларуская мова: Энцыклапедыя / Пад рэд. А. Я. Міхневіча. — Мн., 1994. — С. 364—366 (сумесна з І.П. Казейкам)
- Міхневіч А. Я. Народная культура ва ўмовах сучасных перамен у розных рэгіёнах Еўропы. Матэрыялы VІ Еўрапейскай канф. Міжнароднай арганізацыі па народнай творчасці (JOV). — Мн., 1999. — 110 с. (прадмова і агульная рэдакцыя)
- Міхневіч А. Я. Настаўнік. Метадыст. Вучоны: Да 70-годдзя В. У. Протчанкі // Роднае слова. — 2000. — № 4. — С. 30-31
- Міхневіч А. Я. Нататкі аб методыцы вывучэння сінтаксічна рэлевантных уласцівасцей слова // Prace Komisji Slowianoznawstwa. — № 23. — Кракаў, 1971. — С. 33-40
- Міхневіч А. Я. Нацыянальная семіялагічная праграма як перадумова дыялогу культур // Разнастайнасць моў і культур у кантэксце глабалізацыі. Матэрыялы Міжнар. сімпозіума. У 2-х кнігах. — Кн. І. — Мн., 2003. — С. 164—166
- Міхневіч А. Я. Нівеліроўка культур? Не — іх самабытнасць! // Беларуская думка. — 1997. - № 2. — С. 8-11
- Міхневіч А. Я. Падручнік для 4 класа школ з рускай мовай навучання «Беларуская мова» (сумесна з Н. В. Вашчатынскай і Л.І. Шаўчэнка, 1978—1990)
- Міхневіч А. Я. Паралексы // Русский язык. — Вып. 1. — Мн., 1981. — С. 137—142)
- Міхневіч А. Я. Першая беларуская граматыка для школ // Жывая спадчына. — Мн., 1992. — С. 214—223
- Міхневіч А. Я. Практычны дапаможнік «Белорусский язык для небелорусов» (сумесна з А. А. Крывіцкім і А.І. Падлужным, Мн., 1973)
- Міхневіч А. Я. Рэквіем // Чтения, посвященные памяти П. П. Шубы (К 75-летию со дня рождения). — Мн., 2001. — С. 3
- Міхневіч А. Я. Сінтаксічная перабудова падпарадкавальных словазлучэнняў у сказе (тэксце)// Беларуская лінгвістыка. — Вып. 13. — Мн., 1978. — С. 53-57
- Міхневіч А. Я. Слова беларускае. З гісторыі лексікалогіі і лексікаграфіі / Склад. і рэд.А. Я. Міхневіч. — Мн., 1994. — 273 с.
- Міхневіч А. Я. Слова ў яго адносінах да скрытаграматычных катэгорый // Studia gramatyczne. — Т. V. — Кракаў, 1982. — С. 99-104
- Міхневіч А. Я. Словазлучэнне: нарматыўныя аспекты ўтварэння і ўжывання. — Мн., 2005. — 40 с. (сумесна з Т. Р. Рамза)
- Міхневіч А. Я. Стваральнік шматграннай навуковай школы (Віктару Мартынаву — 80 гадоў) // Голас Радзімы. — 2004. — Люты. — С. 9
- Міхневіч А. Я. Талент магутны, шматгранны, чалавечны. Да 85-годдзя з дня нараджэння акадэміка К. К. Атраховіча (Кандрата Крапівы) //Беларуская лінгвістыка. — Вып. 20. — Мн., 1981. — С. 3-7
- Міхневіч А. Я. Тыпалагічная класіфікацыя моў, Тыпалогія моўная, Універсальная граматыка // Беларуская энцыклапедыя ў 18 т. — Т 16. — 2003. — С. 76-77, 234
- Міхневіч А. Я. Тэарэтычная граматыка сучаснай беларускай літаратурнай мовы // Працыкафедры сучаснай беларускай мовы. — Вып. 2. — Мн., 2003. — С. 3-7
- Міхневіч А. Я. Тэзаўрус // Беларуская энцыклапедыя ў 18 т. — Т. 16. — Мн., 2003. — С. 105
- Міхневіч А. Я. Чалавек і яго мовы // Беларуская мова і літаратура ў школе. — 1988. — № 3. — С. 5-12
- Міхневіч А. Я. Член-карэспандэнт Акадэміі навук БССР Міхаіл Раманавіч Суднік. Да 70-годдзя з дня нараджэння // Весці АН БССР. Серыя грамадскіх навук. — 1980. - № 6. — С. 130—132
- Міхневіч А. Я. Эстэтыка малых слоўных форм і нацыянальная культура // Эстетика и культура: Проблемы теории и практики. — Мн., 2001. — С. 97-109

Основатель
и редактор ряда лингвистических серий: «Беларуская мова: Гісторыя і
сучаснасць», «Библиотека учителя русского языка», «Скарбы мовы», «Жывая
спадчына», «Слова беларускае», «Язык. Знание. Коммуникация. Культура» (сумесна
з І.І. Токаравай і Г. М. Траццяковай)
Раздзел
«Функцыі мовы і маўлення і праблема беларуска-рускага двухмоўя» для сборника
«Пытанні білінгвізму і ўзаемадзеяння моў». — Мн., 1982. — С. 50-75
Сумесна з І.І. Токаравай і Г. М.
Траццяковай прадмова да «Язык. Знание. Коммуникация. Культура: Аутентичные
материалы для самостоятельной работы» (Ч. 1-2. — Мн., 2003—2005)